# Rob van Vuure
Rob van Vuure (Breukelen-Nijenrode, 24 mei 1945) is een Nederlands bladenmaker en columnist. Van Vuure was hoofdredacteur van een tiental bekende Nederlandse publieksbladen als Libelle en Playboy. Zijn bijnaam de bladendokter kreeg hij door de bladen waar hij werkte inhoudelijk weer aantrekkelijk te maken, waarmee hij meestal ook de oplage opkrikte.

## Werk
Van Vuure begon zijn journalistieke carrière in 1971 als leerling-journalist en interviewer bij Libelle, waar hij later ook benoemd werd tot hoofdredacteur. Daarna werkte hij als hoofdredacteur voor vele andere bladen van VNU, onder meer Margriet (1988-1991), Avenue, Viva (1992-1993), Panorama (1995-1996), Yes, Playboy (1998-1999) en opnieuw Margriet (1999-2001). Ook heeft hij als hoofdredacteur gewerkt voor Flair, maandblad ZIN en de BladenmakersWeek, wat later de MediaVierdaagse werd. Verder was hij restyling-hoofdredacteur van Nouveau, Vorsten en Tableau.
In 2010 werd Van Vuure creatief directeur bij Sanoma en ging hij onder meer als 'BLDNDKTR' columns schrijven voor De Volkskrant en later voor regionale kranten. In 2011 werd hij creative director en interne coach voor de mediateams bij een communicatiebureau in Ede. Ook geeft hij daar regelmatig workshops en lezingen. Ook verzorgt hij in MarketingTribune de rubriek 'MediaWatch' en in de HMC-dagbladen de wekelijkse tijdschriftenrubriek 'KIOSK'.
Van Vuure won de Mercur d'Or voor Publiekstijdschriften van het Lucas-Ooms Fonds en won twee keer de prestigieuze LOF-prijs voor publiekstijdschriften Libelle en Panorama. Ook won hij de Gouden Award van de European Federation of Sales Promotion voor The Coloured Paperroll Campaign (Edet/The Netherlands, 1985-1990). Zelf bedacht en ondersteunde hij de Studentenprijs van het Lucas-Ooms Fonds. 
Van Vuure werd in april 2013 onderscheiden als Ridder in de Orde van Oranje-Nassau.

## Boeken (selectie)
- Rob van Vuure & Monica van der Wal: Stukjes spiegel. Utrecht, LeV, 2013. ISBN 978-94-005-0271-0
- Rob van Vuure: Beter speechen: Yes you can!. Amsterdam, Ambo/Anthos, 2011. ISBN 978-90-263-2298-3
- Rob van Vuure: Pas op, u wordt verleid! Verhalen van de BLDNDKTR. (Columns uit De Volkskrant). Amsterdam, Ambo, 2010. ISBN 978-90-263-2255-6
- Rob van Vuure: Het lingeriedenken. Creatief bladenmaken, succesvol communiceren. Amsterdam, Ambo, 2008. ISBN 978-90-263-2154-2
- Rob van Vuure: Rotondevrouwen padvindermannen: nieuwe trends in succesvol communiceren. Amsterdam, Ambo, 2003. ISBN 978-90-414-0802-0
- Rob van Vuure: Piet - Pamela - Prikkeldraad. 23 hoofdstukken over de restyling van Panorama. Haarlem, Spaarnestad, 1996. Geen ISBN
- Rob van Vuure: De arrogantie van het buikgevoel. Alles over creatief en succesvol bladenmaken. Amsterdam, Sesam, 1996. ISBN 90-414-0143-1
- Rob van Vuure: Van superkrent tot taanmoment. 16 hoofdstukjes over bladenmaken. Amsterdam, De Geïllustreerde Pers, 1988. Geen ISBN
- Hein Dik & Rob van Vuure: Er mee leven. Praat met mensen over hun kinderen, dan praten ze over zichzelf, over iedereen [Bundeling interviews]. Bussum, Van Holkema en Warendorf, 1977. ISBN 90-269-6993-7